# Luminosa Bogliolo
Luminosa Bogliolo (née le 3 juillet 1995 à Albenga) est une athlète italienne, spécialiste des haies.

## Carrière
Son record personnel est de 12 s 99 obtenu en mai 2018 à Savone. Pour sa première convocation en équipe nationale, elle remporte la médaille d'argent des Jeux méditerranéens de 2018.
Le 12 juin 2019, elle remporte le meeting de Bydgoszcz en 13 s 07 malgré un vent contraire. Le 22 juin, elle s'impose à Tomblaine en 12 s 89 (+ 0,6 m/s), record personnel. Le 30 juin, à La Chaux-de-Fond, elle court en 12 s 78 (+ 1,2), à seulement 2/100e du record national et nouveau record personnel. 
Le 11 juillet 2019, elle remporte la médaille d'or du 100 m haies à l'Universiade d'été de Naples, devant son public italien, en 12 s 79. Elle bat Reetta Hurske (13 s 02) et Coralie Comte (13 s 09).
Le 28 juillet 2019, elle est championne d'Italie à Bressanone en 12 s 85.

## Palmarès
| Date | Compétition                       | Lieu      | Résultat | Epreuve     | Temps   |
| ---- | --------------------------------- | --------- | -------- | ----------- | ------- |
| 2018 | Jeux méditerranéens               | Tarragone | 2e       | 100 m haies | 13 s 30 |
| 2019 | Universiade                       | Naples    | 1re      | 100 m haies | 12 s 79 |
| 2019 | Championnats d'Europe par équipes | Bydgoszcz | 1re      | 100 m haies | 12 s 87 |
| 2021 | Championnats d'Europe en salle    | Toruń     | 6e       | 60 m haies  | 7 s 99  |

## Records
| Épreuve     | Épreuve   | Temps        | Lieu   | Date             |
| ----------- | --------- | ------------ | ------ | ---------------- |
| 100 m haies | Plein air | 12 s 75 (RN) | Tokyo  | 1er juillet 2021 |
| 60 m haies  | En salle  | 8 s 10       | Ancône | 16 février 2019  |